# Jean Baptiste Piamarta
Jean Baptiste Piamarta (Brescia, 26 novembre 1841 – Remedello, 25 avril 1913) est un prêtre éducateur italien, fondateur de la congrégation de la Sainte Famille de Nazareth. Il a été reconnu saint par l'Église catholique, et pour cela fêté le 26 avril.

## Biographie
Il naît à Brescia le 26 novembre 1841 d'une famille pauvre. À l'époque, Brescia faisait partie du royaume lombardo-vénitien. Orphelin de mère à 9 ans, il est éduqué par son grand-père, et c'est grâce au curé de Vallio Terme (Brescia) qu'il peut entrer au séminaire diocésain.
Ordonné prêtre le 24 décembre 1865, il commence son ministère à Carzago Riviera, frazione de Calvagese della Riviera, et à Bedizzole ; il est ensuite nommé à la tête de la paroisse Saint-Alexandre de Brescia, avant de devenir curé de Pavone del Mella.
Il s'occupe de la jeunesse, utilisée par les usines de l'industrie naissante à Brescia.
Il quitte la paroisse de Pavone del Mella et revient à Brescia pour se dédier à l'œuvre qu'il avait autrefois imaginée : contribuer à la préparation professionnelle et chrétienne des jeunes qui affluent vers la ville dans cette période d'industrialisation. C'est ainsi que naît l’Institut Artigianelli le 3 décembre 1886 avec l'aide de Mgr Pietro Capretti, rencontré au séminaire diocésain. 
L'œuvre prend de l'ampleur, et il l'étend aussi à la préparation des jeunes agriculteurs, fondant avec le père Giovanni Bonsignori (it) la Colonie Agricole de Remedello (Brescia).
Autour de lui se crée un groupe de religieux, désireux de partager son idéal. En mars 1900, il crée donc une famille religieuse composée de prêtres et de laïcs qui se dévouent à l'éducation des jeunes, cette famille devient la congrégation de la Sainte Famille de Nazareth (Sacra Famiglia di Nazareth).
Le père Piamarta meurt le 25 avril 1913 à Remedello. En 1926 sa dépouille est transférée dans l'église de l'Institut Artigianelli qu'il avait fait construire.
Dans certaines maisons fondées par le Père Piamarta s'est implantée la congrégation religieuse de droit diocésain les Humbles servantes du Seigneur (Humili Serve del Signore), fondée à Gavardo en 1898 par Elisa Baldo qui souhaitait elle aussi utiliser son énergie et ses moyens en faveur de ses frères et sœurs dans le besoin.

## Le culte
Le procès de béatification est ouvert en 1963 ; en 1986 l'Église reconnaît l'héroïcité de ses vertus et il est béatifié le 12 octobre 1997 par Jean-Paul II. Il est enfin canonisé par Benoît XVI le 21 octobre 2012. Sa mémoire liturgique se célèbre le 26 avril pour ne pas faire concurrence à la fête de saint Marc,.

## Sources
- (it)/(en) Cet article est partiellement ou en totalité issu des articles intitulés en italien « Giovanni Battista Piamarta » (voir la liste des auteurs) et en anglais « Giovanni Battista Piamarta » (voir la liste des auteurs).